# آلفا-سیکلودکسترین
آلفا-سیکلودکسترین(به انگلیسی: Alpha-Cyclodextrin) یک هگزاساکارید و از مشتقات گلوکز است. این ترکیب با β- (بتا) و γ- (گاما) سیکلودکسترین شباهت دارد. این ترکیبات به ترتیب حاوی هفت و هشت واحد گلوکز است. همه سیکلودکسترین‌ها جامدات سفید و محلول در آب با حداقل سمیت هستند. سیکلودکسترین‌ها تمایل دارند که مولکول‌های دیگر را در فضای داخلی شبه استوانه‌ای خود به دام بیندازند. این رفتار در محصور و سپس آزاد کردن مولکول‌ها منجر به کاربرد این ترکیب در پزشکی می‌شود.